# 1611
1611. је била проста година.